# Wilhelm Adolf Becker
Wilhelm Adolf Becker (1796-30. september 1846) var en tysk arkæolog.
Becker blev 1828 professor i Meissen, 1837 i klassisk arkæologi i Leipzig. Hans hovedarbejde er Handbuch der römischen Altertümer, påbegyndt 1843, efter hans død fortsat af Marquardt (og Mommsen). Meget yndede blev to fremstillinger af klassisk liv i romanagtig form, begge gentagne gange udkomne: Charikles, oder Bilder altgriechischer Sitte (sidste udgave bearbejdet ved Göll 1877-78) og Gallus, oder römische Scenen aus der Zeit des Augustus (1838, sidste udgave bearbejdet ved Göll, 1886-82).